# Клавдій Мамерцін
Клавдій Мамерцін (*Claudius Mamertinus, д/н — після 365) — державний і військовий діяч пізньої Римської імперії.

## Життєпис
Згідно Амміана Марцелліна належав до варварів. Висловлюється думка, що мав кельтське або галло-германське походження. Своїй кар'єрою завдячу цезарю Юліану. 361 року після оголошення того августом (імператором) призначається преторіанським префектом Іллірику, який було залишено Флоренцієм, прихильником імператора Констанція II. Невдовзі також призначається преторіанським префектом Італії і Африки.
Після оголошення Юліана одноосібним імператором отримує посаду коміта священних щедрот (очільника державної скарбниці). 362 року стає консулом (разом з Флавієм Невіттою. 1 січня того ж року Мамерцін виступив з панегіриком імператорові на дяку за призначення (зберігся до тепер). Невдовзі також увійшов до Халкидонської комісії, що розслідувала зловживання вищих сановників часів Констанція II.
364 року на нетривалий час поступився посадою преторіанського префекта Іллірику Сексту Клавдію Петронію Пробу, але вже наприкінці року повернув під владу Іллірик. У 365 році за зверненням Клавдія авітіана, колишнього проконсула Африки, проти Мамерціна було порушено справу в фінансових зловживаннях після того, як той повернувся з Рима, куди їздив у службових справах. Втратив будь-які посади. Подальша доля невідома.